# Einstieg (Klettern)
Der Einstieg im alpinistischen Sinne ist der Punkt, an dem eine Kletterroute beginnt.
Meist handelt es sich dabei um den Fuß einer steilen Fels- oder Eiswand, der im alpinen Gelände wandernd oder bergsteigend erreicht wird. Aus Sicherheitsgründen legen Kletterer oft schon vor dem Erreichen des Einstiegs Helm und Gurt an, da am Einstieg selbst wegen Stein- oder Eisschlaggefahr möglichst wenig Zeit verbracht werden soll.
Beim Sportklettern außerhalb des alpinen Raumes ist der Einstieg in der Regel ohne große Anstrengung und ohne Risiko problemlos zu erreichen. Der Einstieg einer Kletterroute kann jedoch auch an einem Punkt liegen, der nicht zu Fuß erreichbar ist. In diesem Fall wird der Einstieg durch Abseilen zum ersten Standplatz erreicht. Dies trifft beispielsweise auf die berühmte Sportkletterroute Separate Reality im Yosemite Valley zu und auch zum Einstieg der Routen der südfranzösischen Verdonschlucht gelangt man in langen Abseilaktionen vom oberen Rand der Schlucht aus.
Bei leichteren alpinen Felswänden spricht man auch von einem Einstieg, ohne dass zwingend von Beginn an mit dem Seil gesichert werden muss.
Der Weg zum Einstieg nennt sich Zustieg.